# 托艾縣

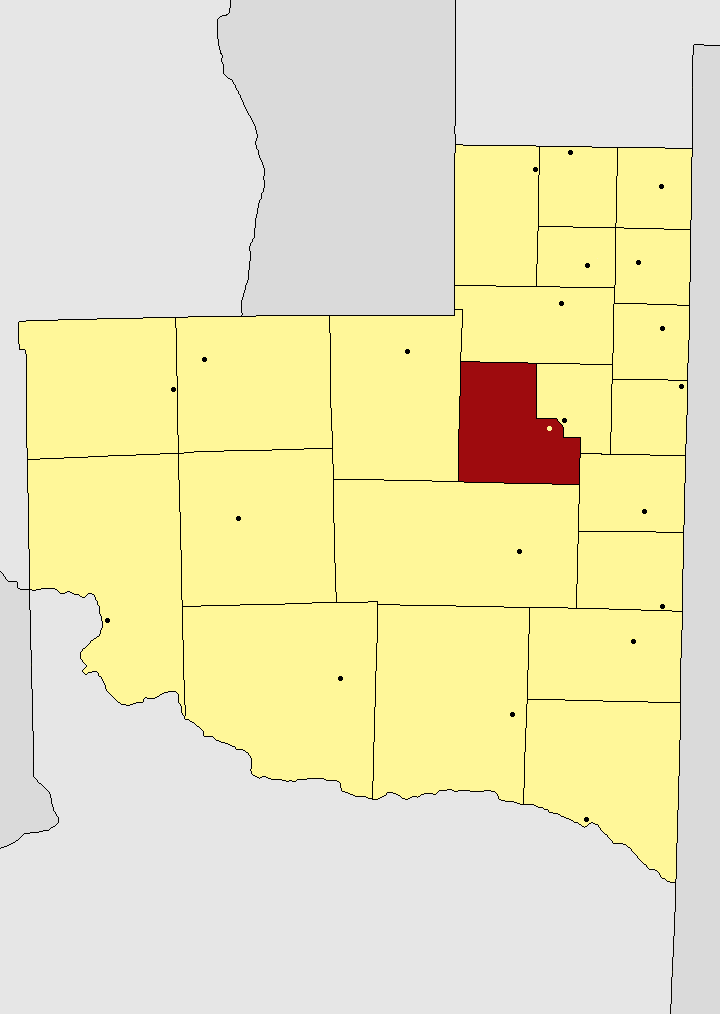

36°40′25″S 64°22′47″W / 36.67361°S 64.37972°W
托艾縣（西班牙語：Departamento Toay），是阿根廷的縣份，位於該國中部拉潘帕省，首府設於托艾，面積5,092平方公里，首府東北面12公里設有機場，2010年人口12,409，人口密度每平方公里2.4人。